# Gastel
Gastel (niet te verwarren met Oud Gastel) is een Nederlands dorp  (745 inwoners) gelegen ten noorden van Budel in de gemeente Cranendonck (provincie Noord-Brabant). Tot 1821 was Gastel een zelfstandige gemeente. Daarna behoorde het dorp tot 1925 tot de gemeente Soerendonk, Sterksel en Gastel en van 1925 tot 1997 tot de gemeente Maarheeze.
Gastel was in de tweede helft van de negentiende en de eerste helft van de twintigste eeuw vooral bekend door de bedevaart naar de kapel van de heilige Cornelius. Deze ging vaak gepaard met een bezoek aan een van de vijf cafés, waardoor Gastel de naam Klein Antwerpen kreeg.

## Geschiedenis
Reeds vanaf de middeleeuwen behoorde Gastel tot de parochie Budel, maar er bestond hier aan het einde van de 15e eeuw een kapel die gewijd was aan Maria en de vier noodhelpers: Sint-Cornelius, Sint-Quirinus, Sint-Hubertus en Sint-Antonius abt. Na de Vrede van Münster in 1648 werd de kapel door de protestanten gebruikt, tot ongeveer 1800. Sinds 1803 was er een school in gevestigd, maar niet lang na 1831 werd de kapel gesloopt. Het schooltje werd toen verplaatst naar een ander gebouw dat waarschijnlijk, toen de school in 1855 werd opgeheven, verbouwd werd tot de huidige kapel. Tot 1926 vervulde de kapel een bescheiden rol in het plaatselijke geloofsleven. Na dat jaar begon de verering van Sint-Cornelius een steeds grotere rol te spelen: Er werden meer missen gelezen en de kinderzegen trok vele gelovigen. Er werd ook een broederschap opgericht ter ere van de heilige, in 1927. Plannen om tot de stichting van een eigen parochie te komen gingen niet door, maar ter compensatie werd de kapel in 1930 opgeknapt, zodat ze geschikt bleef voor misbezoek. Vanaf 1963 kreeg men toestemming tot het vieren van een wekelijkse mis, en gedurende het octaaf van Sint-Cornelius, van 16-23 september, tevens relikwieverering.
In 1976 vond een renovatie van de kapel plaats, waarbij ook een schilderij in de kapel is aangebracht van de Fons Groenland uit Heeze.

## Bezienswaardigheden
- Sint-Corneliuskapel. Deze eenbeukige kapel is omstreeks 1855 gebouwd. Het interieur werd deels bijeengegaard uit naburige kerken: het orgel is afkomstig van de kerk te Budel, het altaar uit de kerk van Budel-Schoot en de kruiswegstaties zijn gekocht van de paters Salvatorianen te Hamont-Achel.
- Oorlogsmonument aan de Bergsestraat. Dit monument memoreert drie Britse militairen die op 8 november 1944 zijn verongelukt, toen hun vrachtauto met munitie in een sloot reed. Het toont drie kruisen die een dubbele piramide doorboren. Het monument werd onthuld op 8 november 1997.

## Natuur en landschap
Vlak bij Gastel, en tussen Gastel en Soerendonk, ligt een herverkaveld landbouwgebied. Toch wordt Gastel deels omringd door natuurgebieden: Het dal van de Buulder Aa in het oosten, de Buulderbergse Heide en de Gastelse Heide in het westen, die aansluit bij de Groote Heide en een Natura 2000 gebied is. Daar loopt ook de Naaste Loop, die stroomt via natuurgebieden als Langbos en Het Goor en uiteindelijk overgaat in de Strijper Aa. De Buulderbergse Heide is tegenwoordig een naaldbos, maar de Gastelse Heide is een heidegebied gebleven. Waar nu nog een heel groot afgebakend stuk is met een groep wilde paarden.

## Nabijgelegen kernen
Budel, Soerendonk, Achelse Kluis